# Guido Alborghetti
Guido Alborghetti (Brescia, 15 gennaio 1943) è un politico italiano.

## Biografia
Esponente del Partito Comunista Italiano lombardo, viene eletto alla Camera dei Deputati nel 1976, confermando il proprio seggio per un totale di quattro legislature. Dopo la svolta della Bolognina aderisce al PDS; termina il proprio mandato parlamentare nel 1992.

## Opere
- Il libro nero del governo Berlusconi, 2005 - casa editrice Nutrimenti